# Institut Pasteur de Hô Chi Minh-Ville
L'Institut Pasteur d'Hô Chi Minh-Ville (autrefois Institut Pasteur de Saïgon) est un institut de recherche en biologie et de veille épidémiologique, situé à Hô Chi Minh-Ville au Vietnam, membre des Instituts Pasteur à travers le monde. Fondé en 1891 par Albert Calmette, c'est le premier des instituts Pasteur fondés hors de la métropole. L'institut jette les bases de la médecine tropicale qui s'emploie à développer la microbiologie en s'acclimatant aux conditions de vie dans les colonies françaises. Par la suite, d'autres Instituts Pasteur d'Outre-Mer suivront l'exemple de Saïgon, tels que celui de Tunis en 1893.

## Historique
L'Institut Pasteur de Saïgon est fondé en 1891 en Indochine française par les Français avec pour but la lutte contre la rage et la variole auprès des populations locales, grâce aux succès de la vaccination et des traitements découverts par Louis Pasteur quelques années auparavant.
C'est en officiant au sein de l'Institut Pasteur de Saïgon qu'en 1894, le bactériologiste franco-suisse Alexandre Yersin isole pour la première fois le bacille de la peste qui porte aujourd'hui son nom (Yersinia Pestis).
De nos jours, les principales activités de l'institut portent sur la recherche de technologie biologique, les bactéries, les virus, la vaccination. L'institut propose aussi des formations pour les diplômes de maître et de docteur.

## Galerie

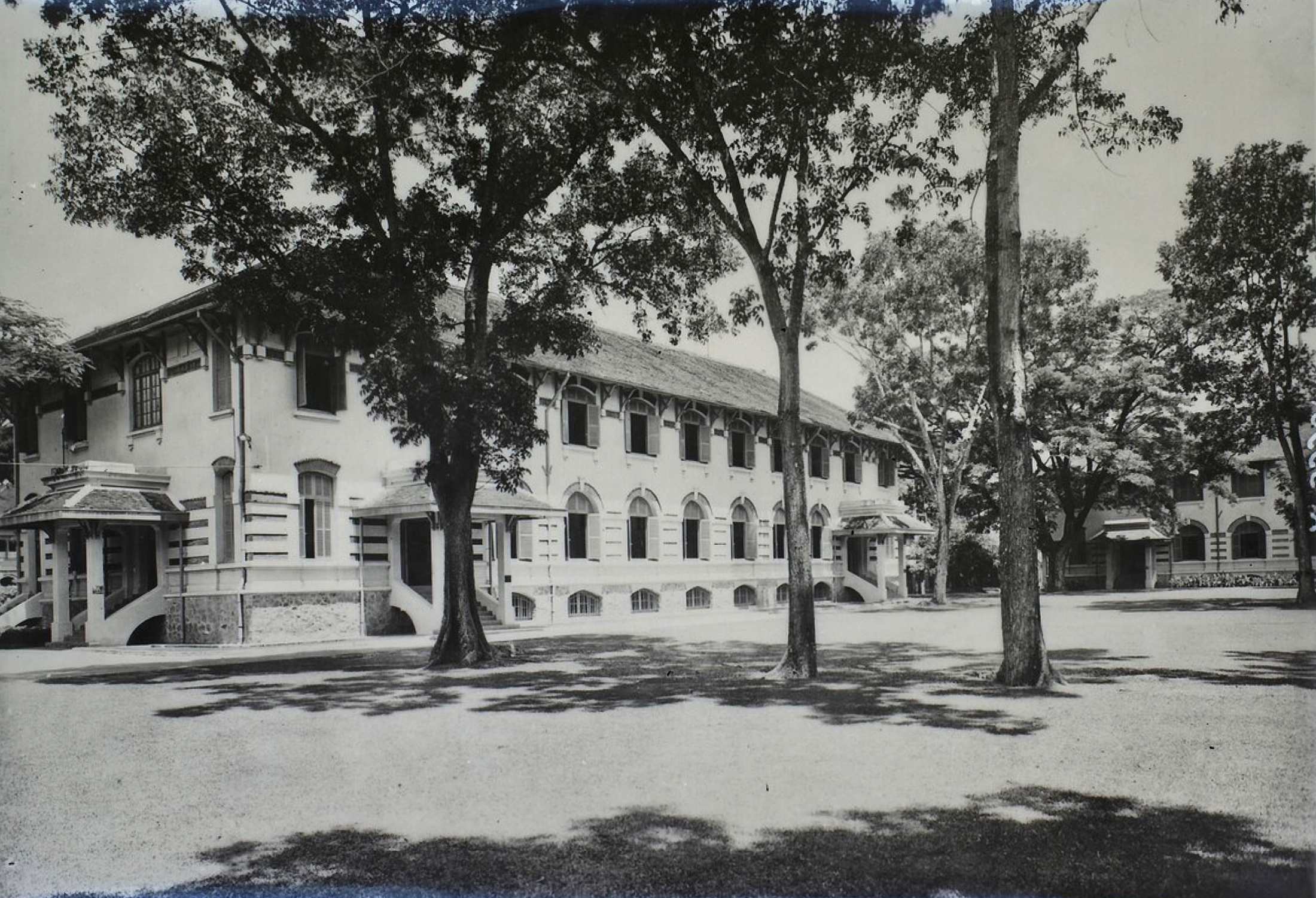
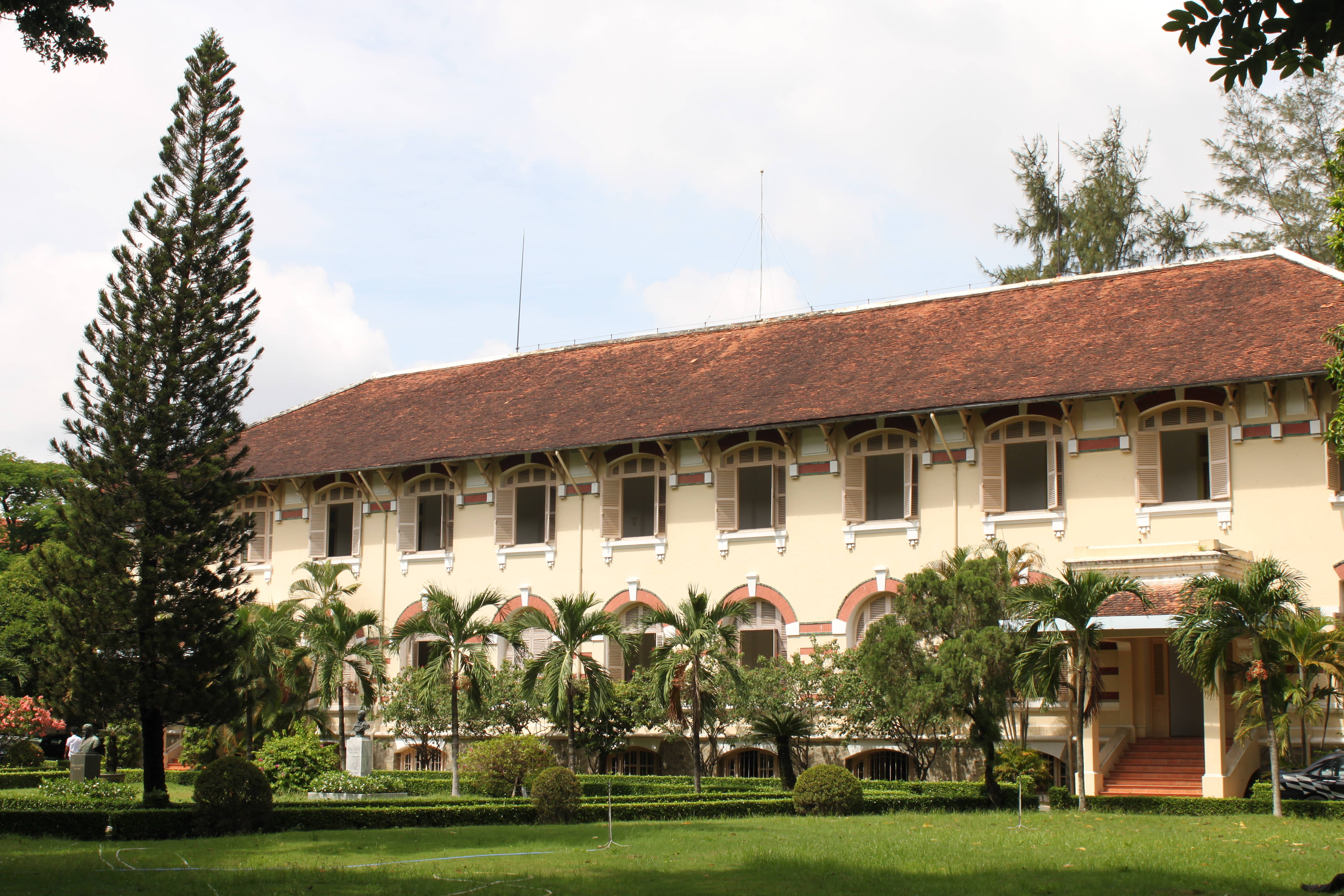
Bâtiment principal.
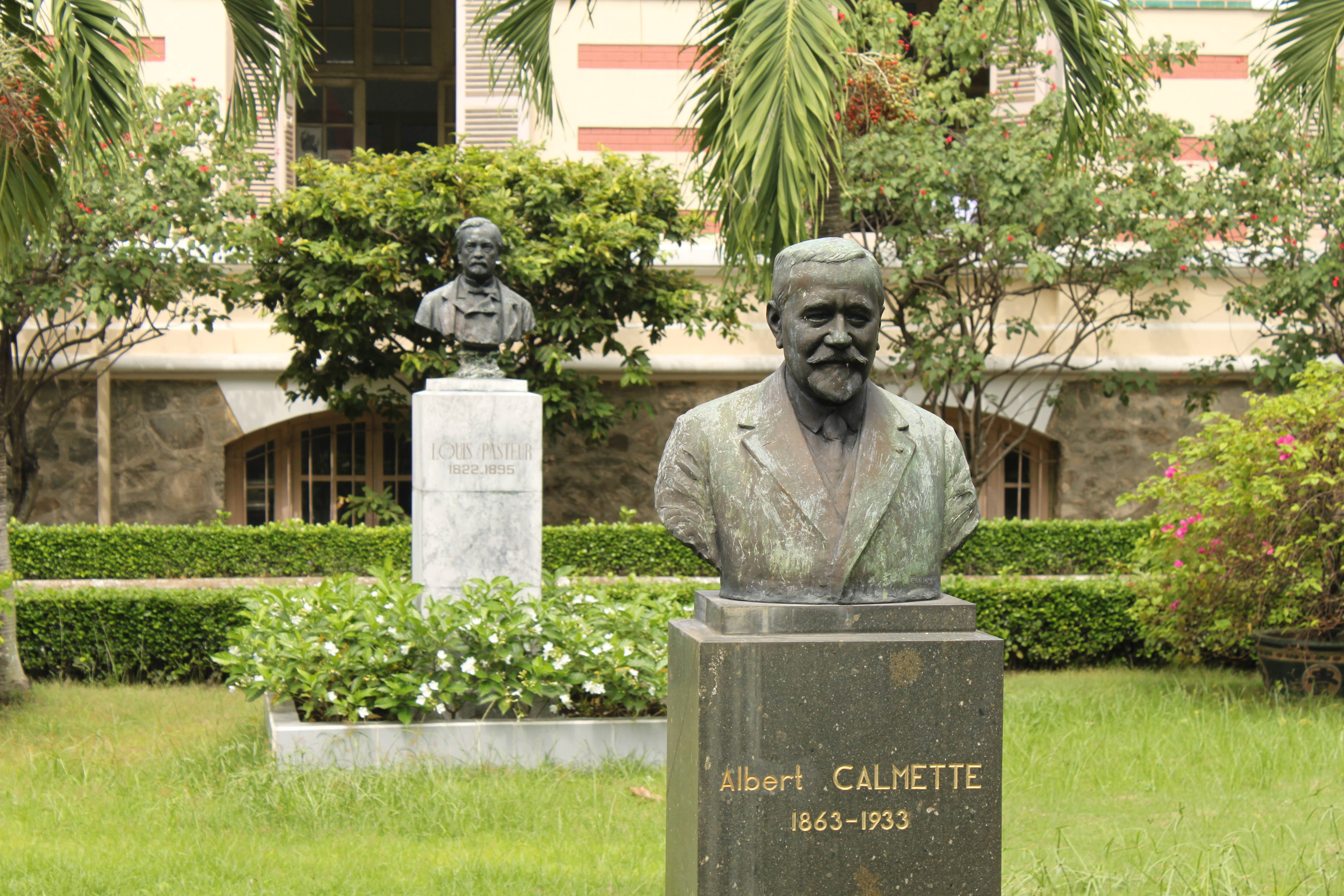
Bustes d'Albert Calmette et de Louis Pasteur.